# Brand (Aken)
Brand is een plaats en stadsdeel (Stadtbezirk) in de Duitse gemeente Aken, deelstaat Noordrijn-Westfalen, en telt 18.000 inwoners. De plaats ligt ten zuidoosten van Aken en is via het stadsdeel Forst vastgegroeid aan de stad, maar Brand is fysiek gescheiden van de rest van de stad door de autosnelweg A44.
Tot 1972 was Brand een zelfstandige gemeente, daarna werd het door gemeentelijke herindeling met enkele andere gemeenten samengevoegd met Aken. Brand bestaat uit de delen Brand, Freund, Krauthausen, Niederforstbach, Brander Feld en Rollef.

## Wapen en symbool

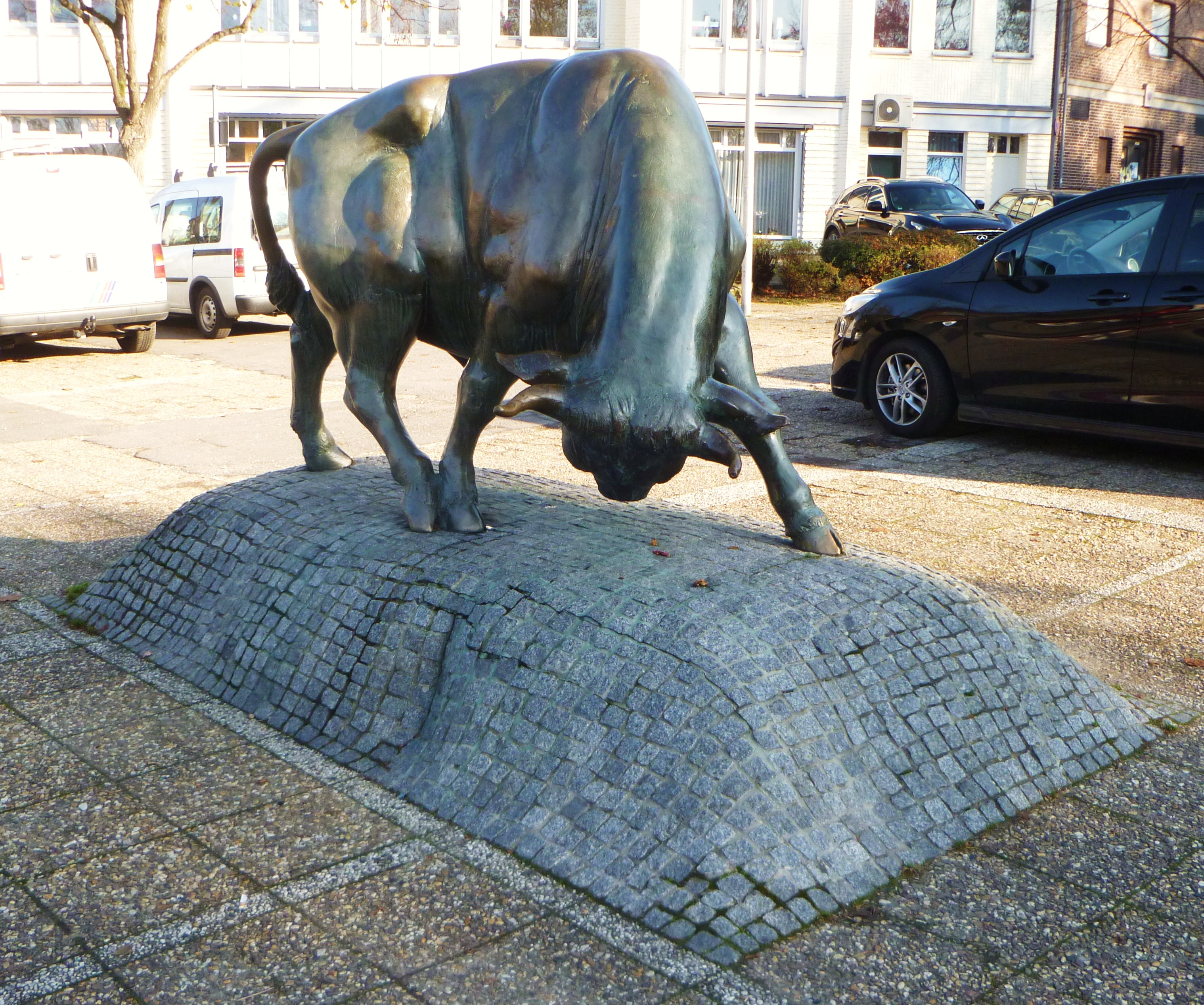
Het symbool van Brand: de Brander Stier

Het Brander wapen is horizontaal verdeeld in twee delen en toont in het bovenste deel een Cornelius hoorn als symbool van het behoren tot de voormalige Abdij van Kornelimünster. Het onderste deel toont een brandende drieberg. Hier symboliseren de drie heuvels de drie wijken van Brand, Freund, Brand en Niederforstbach, die elk op een kleine heuveltje liggen. Het vuur staat voor de plaatsnaam Brand, waarvan de etymologische herkomst nog niet bekend is.
Het symbool van het stadsdeel Brand is de Brander Stier, het bronzen beeld staat op de marktplaats. Hij is afgeleid van de Cornelius hoorn uit het wapen en symboliseert tegelijkertijd de vermeende koppigheid van de inwoners uit Brand.

## Geschiedenis

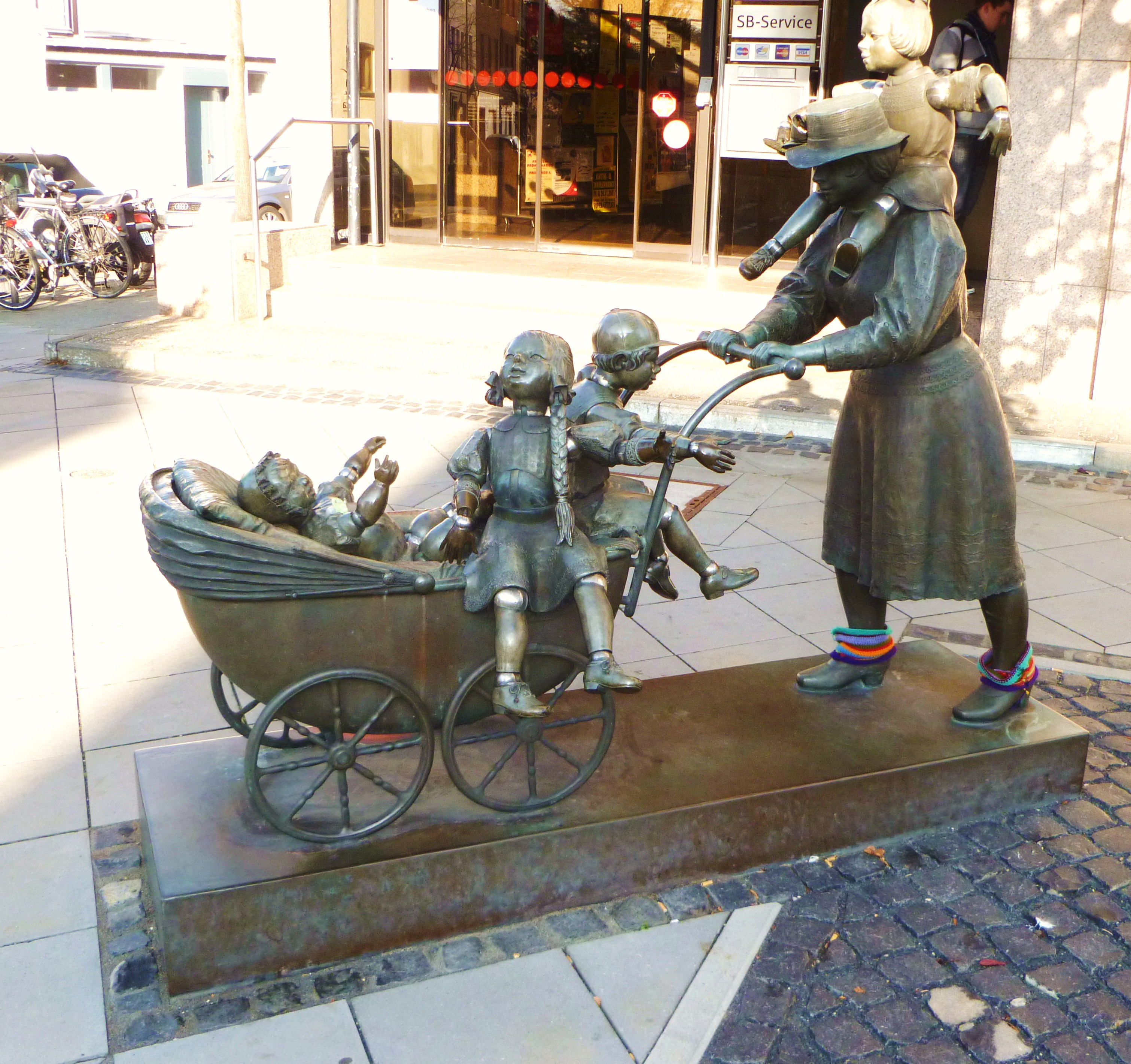
Vür fahre met de Modder...

In 1780 werd een groot deel van de Brander Heide opgekocht door de Engelse graaf De Rice. Deze wilde een paardenrenbaan inrichten, doch de onderneming ging in 1789 failliet. Het moest verkocht worden en kwam aan de gemeente Brand, die er alsnog een paardenrenbaan exploiteerde. Dit genoot niet enkel bij de rijkelui, die een bezoek met een kuurverblijf in Aken combineerden, doch ook bij de gewone bevolking van Aken grote populariteit, getuige het volkslied: Vür fahre met de Modder noh dr Brand (we rijden met moeder naar de Brand).
Begin 20e eeuw echter, verhuisde het paardenrengebeuren naar de streek Soers, bij Laurensberg. Nu werd het gebied als vliegveld gebruikt, wat in de jaren 1910-1911 eveneens veel publiek trok. In 1913 kwam hier echter ook een einde aan, omdat ook het vliegveld failliet ging.

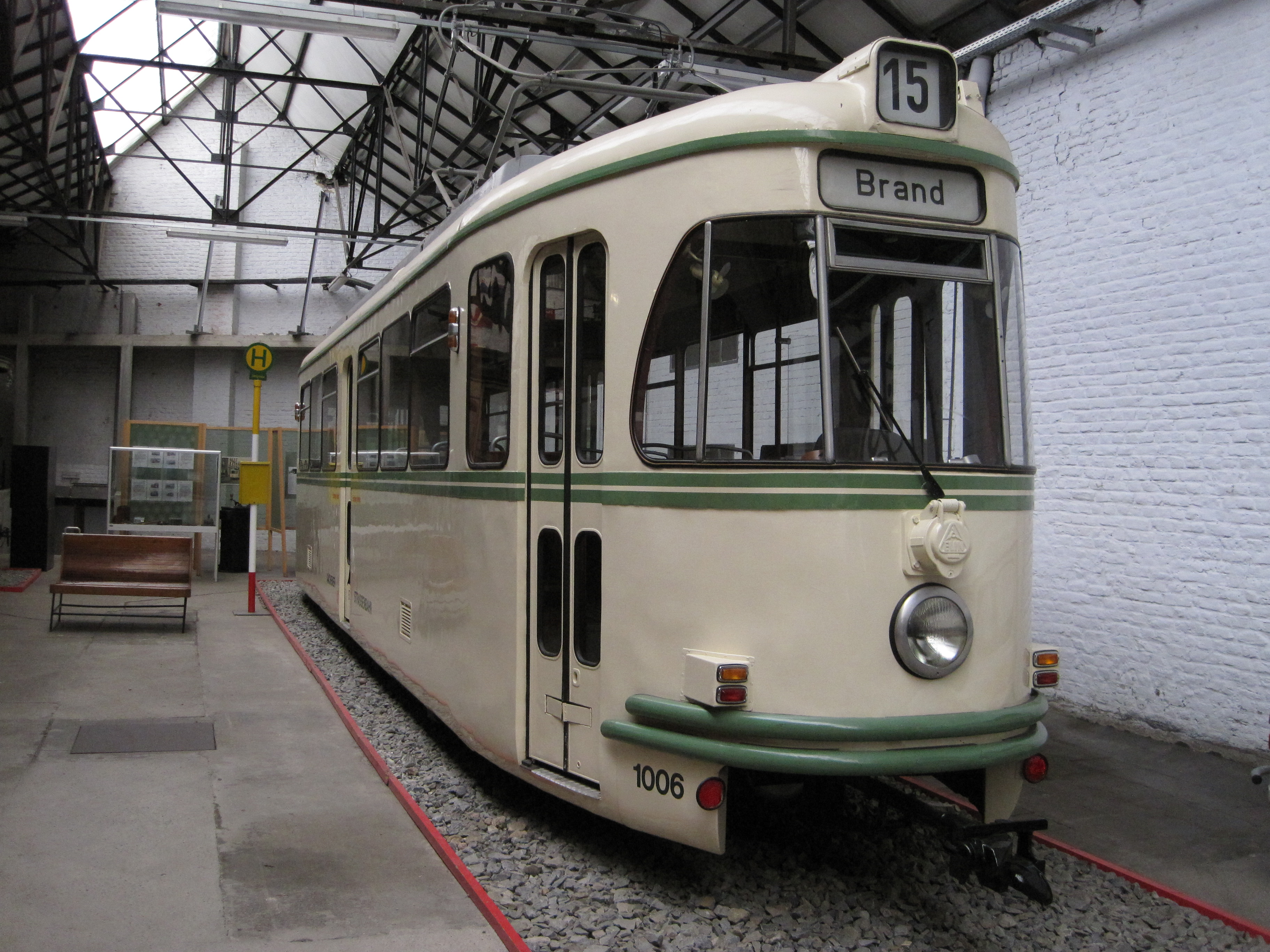
Tramlijn 15 met eindpunt Brand.

Jarenlang werd Brand aangedaan door trams vanuit Aken. In de hoogtijdagen reden deze door tot Sief en Breinig. Dit heeft tot 1974 geduurd, want toen viel het doek voor de Akense tram.

## Bezienswaardigheden
- Sint-Donatuskerk
- Naturschutzgebiet Brander Wald, natuurgebied in een bos dat tevens militair oefenterrein is

## Nabijgelegen kernen
Kornelimünster, Oberforstbach, Forst, Büsbach